# Susette
Susette und Suzette sind weibliche Vornamen.

## Herkunft und Bedeutung
Susette und Suzette sind abgeleitete Formen von Susanne.

## Verbreitung
Im deutschsprachigen Raum kommt der Name selten vor. In der Schweiz tragen ihn 70 Personen (Stand 2023). In Österreich wird der Name seit 1984 nur sehr selten vergeben, und zwar nur ein Mal.
In Dänemark und Schweden wird der Vorname nur hin und wieder vergeben. Der Name befindet sich in den Niederlanden seit 1930 jährlich in den Vornamenscharts, jedoch ist er nicht sonderlich populär. In den USA wurde der Name von Mitte der 1945er bis Ende der 1970er Jahre regelmäßig vergeben, danach ließ seine Beliebtheit nach. Die Vergabe in Kanada ist nachgewiesen.

## Namensträgerinnen
Susette
- Susette Gontard (geb. Borkenstein; 1769–1802), große Liebe des Dichters Friedrich Hölderlin, der sie als „Diotima“ in seinen Gedichten und in seinem Roman Hyperion verewigte
- Susette Hauptmann (1811–1890), deutsche Malerin, Zeichnerin und Sängerin
- Susette Hirzel (1769–1858), Schweizer Malerin
- Susette Holten (1863–1937), dänische Malerin und Keramikerin
- Susette La Flesche (1854–1903), Reformerin, Autorin, Dozentin und Indianerrechtlerin

Suzette
- Suzette Forgues Halasz (1918–2004), kanadische Cellistin und Hochschullehrerin
- Suzette Haden Elgin (1936–2015), US-amerikanische Schriftstellerin und Linguistin
- Suzette Mayr (* 1967), kanadische Schriftstellerin
- Suzette Robichon (* 1947), französische Herausgeberin, Autorin und feministische Aktivistin
- Suzette Sandoz (* 1942), Schweizer Juristin und Politikerin (LPS)